# Nothonotus
Genre
Nothonotus est un genre de poissons d'eau douce de la famille de Percidae.

## Répartition
Les espèces du genre Nothonotusse rencontrent en Amérique du Nord.

## Liste des espèces
Selon World Register of Marine Species (30 mars 2024) :
- Nothonotus aquali (Williams & Etnier, 1978)
- Nothonotus microlepidus (Raney & Zorach, 1967)
- Nothonotus sanguifluus (Cope, 1870)
- Nothonotus starnesi Keck & Near, 2013

## Classification
Le nom valide complet (avec auteur) de ce taxon est Nothonotus Putnam, 1863,.
Ce genre est parfois considéré comme un sous-genre de Etheostoma.[réf. nécessaire]

## Publication originale
- (en) F. W. Putnam, « List of the fishes sent by the museum to different institutions, in exchange for other specimens, with annotations », Bulletin of the Museum of Comparative Zoology, Cambridge, Musée de Zoologie comparée, vol. 1, no 1,‎ 1863, p. 2-16 (ISSN 0027-4100 et 1938-2987, OCLC 1641426, lire en ligne).